# Patientinformation
Patientinformation betecknar information om hälsa och sjukdom som vänder sig till patienter och anhöriga. Patientinformation kan lämnas muntligen, skriftligen eller digitalt.

## Patientinformation i Sverige
Vilken information en patient och dennes anhöriga har rätt till i kontakten med svensk sjukvård regleras av patientlagens tredje kapitel. Det framkommer också att informationen ska anpassas efter den enskildes kapacitet att tillgodogöra sig informationen. Exempelvis så kan muntlig information ges med hjälp av tolk eller istället ges skriftligen, om det underlättar förståelsen. Syftet med anpassningen är utöver att ge korrekt information att öka patientens förmåga att ta ställning till den vård som erbjuds och delta i beslut om behandling.

## Digital patientinformation inom hörselvården
Inom hörselvården har digital patientinformation blivit ett centralt verktyg för att sprida kunskap om hörselnedsättning, särskilt bland patienter som ännu inte är i kontakt med vården. Sökandet efter hörselrelaterad informationssökning online är vanligt förekommande innan individer fattar beslut ifall de ska söka vård för att starta en hörselrehabilitering. Över 60% av vuxna svenskar med hörselnedsättning använder internet för att söka information kopplat till sin hörselnedsättning.
Sökbeteendet hos patienter som använder internet för att hitta hälsoinformation kan delas in i aktivt och passivt sökande. Vid aktivt sökbeteende söker individen medvetet efter ny och användbar information relaterad till ett specifikt tillstånd eller hälsoproblem. Passivt sökbeteende sker däremot utan en tydlig intention att hitta information, där patienten istället stöter på relevant innehåll i samband med annan internetanvändning.
Ett vanligt första steg i det aktiva sökandet är att använda en sökmotor för att söka på exempelvis en diagnos eller ett symtom. Genom detta får användaren tillgång till ett antal webbsidor som innehåller information kopplad till det inmatade sökordet.
Tillgängligheten till lättläst och trovärdig information varierar dock. Vissa webbplatser, som 1177 Vårdguiden, har visat sig använda klarspråk och tydliga strukturer som underlättar för personer med olika utbildningsbakgrund. Andra sidor, såsom de från ideella organisationer, kan ha högre språklig nivå eller sakna fullständiga källor.
Digital information som är utformad med tydligt språk, visuellt stöd och källhänvisningar stärker patientens möjlighet att förstå sin situation och agera därefter.